# Museu Oceanogràfic de Mònaco

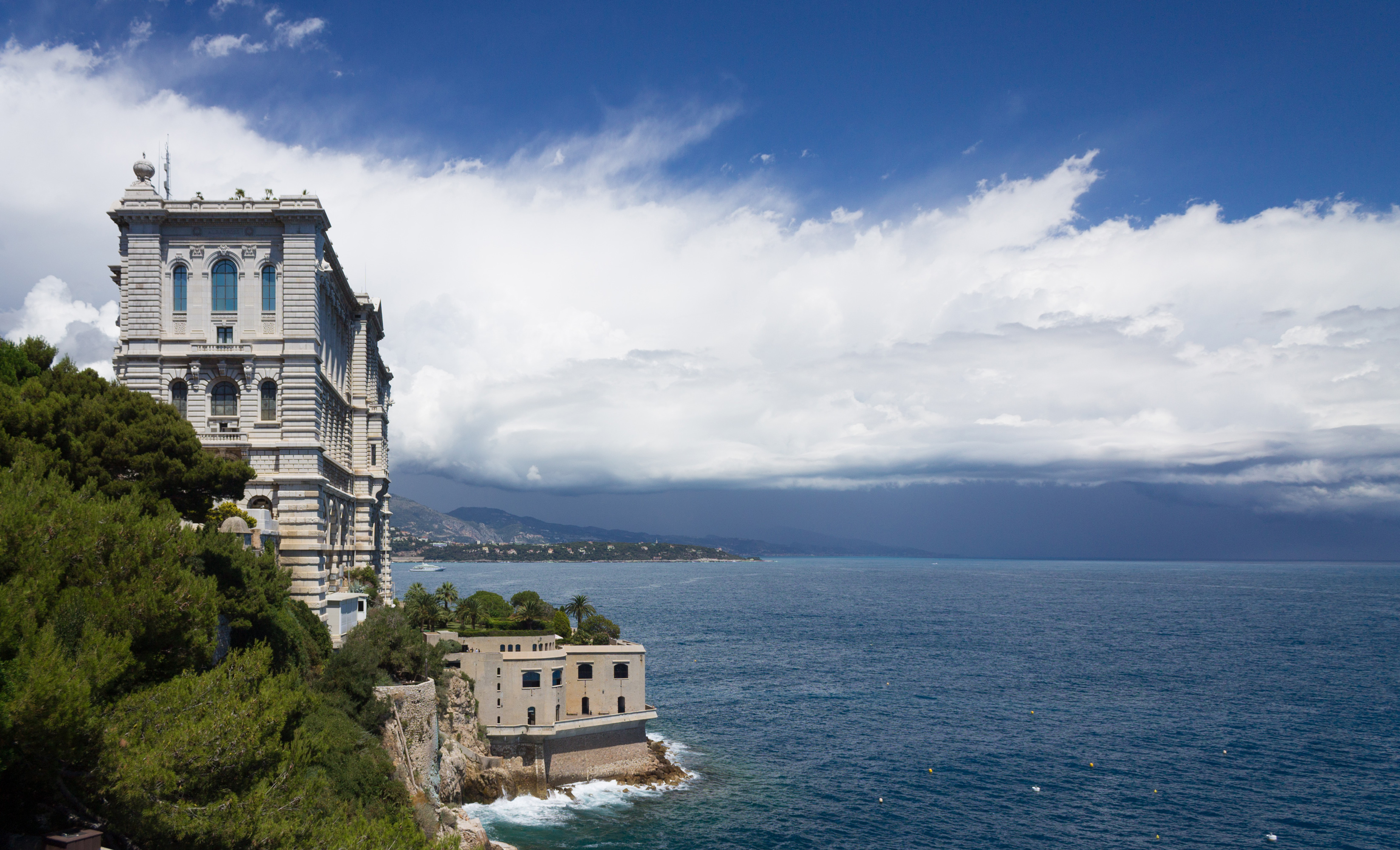
L'edifici emergeix de la roca del penya-segat.

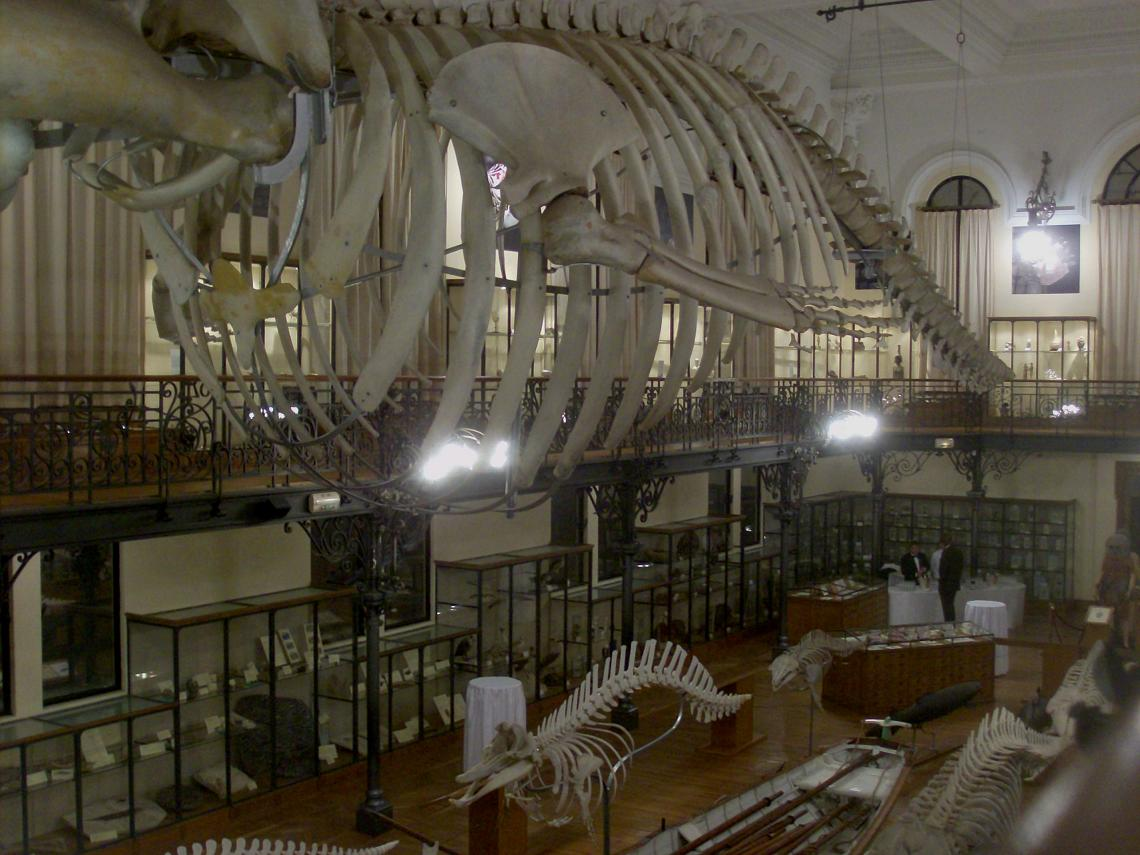
Vista de l'interior del museu.

El Museu Oceanogràfic de Mònaco (en francès: Musée océanographique) és un museu de ciències marines situat a la Vila de Mònaco, Mònaco. És la seu de la Comissió de Ciència Mediterrània (en anglès: Mediterranean Science Commission). L'edifici forma part de l'Institut Oceanogràfic, el qual es compromet a compartir el seu coneixement dels oceans.

## Història
El Museu Oceanogràfic va ser inaugurat al 1910, pel reformista modernista monegasc, el Príncep Albert I. Jacques-Yves Cousteau va exercir de director del museu des del 1957 fins al 1988. El museu va celebrar el seu centenari al març de 2010, després d'extenses renovacions.

## Descripció
Aquest exemple monumental altament cobrat d'arquitectura neobarroca, conté una façana impressionant per sobre del mar, imponent-se sobre l'escarpada cara del penya-segat, a una altura de 85,04 metres (279 peus). Va costar 11 anys de construcció, utilitzant 100.000 tones de pedra de La Turbie.
Aquest museu és la seu d'exhibicions i col·leccions de moltes espècies de fauna marina (estrelles de mar, cavallets de mar, tortugues, meduses, crancs, llagostes, rallades, taurons, eriçons de mar, cogombres de mar, anguiles, calamars, etc.). Les participacions del museu també inclouen una gran varietat d'objectes relacionats amb el mar, incloent'hi: models de vaixells, esquelets d'animals marítims, eines, armes, etc.; així com una col·lecció de material cultural i objectes pertanyents a rituals, com perles, mol·luscs i nacre.
A la primera planta, anomenada "La Carrera d'un Mariner", hi ha vitrines on s'hi mostra la feina del Príncep Albert I. Inclou el laboratori de L'Hirondelle, el primer dels iots de recerca del Príncep. Les observacions que s'hi van fer allà van servir per millorar la comprensió del fenomen d'anafilaxi, pel qual el Dr. Charles Richet va rebre el Premi Nobel de Fisiologia o Medicina l'any 1913.
Tanmateix, ens hi podem trobar un aquàrium al soterrani del museu que presenta una gran varietat de flora i fauna. Quatre mil espècies de peixos i aproximadament 200 famíles d'invertebrats poden ser vistes. L'aquàrium també és una representació del mediterrani i dels ecosistemes tropicals.

## Caulerpa taxifolia
Al 1989, el biòleg marí francès Alexandre Meinesz, va descobrir un tros d'una alga tropical gegant anomenada Caulerpa taxifolia, just a sota de les parets del museu. Diversos documentals apunten que l'origen d'aquesta alga es deu a la forta contaminació recent del Mar Mediterrani. La funció del museu i la del seu director, François Doumenge, quan la descoberta es va fer pública, es va debatre de forma polèmica.